# NGC 979
NGC 979 is een lensvormig sterrenstelsel in het sterrenbeeld Eridanus. Het hemelobject werd op 18 oktober 1835 ontdekt door de Britse astronoom John Herschel.

## Synoniemen
- PGC 9614
- ESO 246-23
- MCG -7-6-14
- AM 0229-444
- PRC C-14